# Tomogonus cambeforti
Tomogonus cambeforti là một loài bọ cánh cứng trong họ Bọ hung (Scarabaeidae).